# Pierre Arminjon
Pierre Arminjon, né à Lecce le 23 juillet 1869 et mort à Genève le 13 octobre 1960, est un juriste français, issu de la famille Arminjon, originaire de Savoie.

## Biographie
Pierre-Paul-Henri Arminjon est né le 23 juillet 1869, à Lecce, une ville du Sud de l'Italie. Il est mort à Genève en 1960.  Il est le fils de Albert-Charles-Henri Arminjon (1836-1870), inspecteur des chemins de fer du Midi de l'Italie, et de Zoé Amilca Dullin (1843-1943). Il est le petit-fils de Mathias Arminjon.
Docteur en droit, il devient juge français au tribunal mixte d'Alexandrie, puis président de Chambre aux tribunaux mixtes d'Égypte. Il est chevalier de la Légion d'honneur, docteur honoris causa de l'université Columbia de New York.
Il est professeur de droit aux universités sultanienne de droit du Caire, de Lausanne et de Genève,
Fondateur et premier secrétaire général de la Société sultanienne d'économie politique, de législation et de statistique, il est membre correspondant de l'Institut de France et membre de l'Institut de droit international et de la Société de législation comparée.

## Publications

### Ouvrages
- Étrangers et protégés dans l'Empire Ottoman, éd. Chevalier-Maresq, 1903.
- L'Enseignement, la doctrine et la vie dans les universités musulmanes d'Égypte, éd. Alcan, 1906.
- La Situation économique et financière de l'Égypte, éd. LGDY, 1911.
- La Lettre de change et le billet à ordre en droit comparé, éd. Dalloz, 1938.
- Précis de droit international privé commercial, éd. Dalloz, 1947.

### Travaux
- « Droit romain la présidence des quæstiones perpetuæ : Droit français législation comparée l'administration locale de l'Angleterre » (1895)
- « De la Nationalité dans l'empire ottoman, spécialement en Égypte » (1901)
- « M. Charles Testoud, professeur à la Faculté de droit de Grenoble, directeur de l'École khédiviale de droit du Caire, ses années d'Égypte » (1902)
- Étrangers et protégés dans l'empire ottoman, tome Ier. Nationalité, protection, indigénat, condition juridique des individus et des personnes morales (1903)
- « Espèces, problèmes juridiques et questions pratiques de droit civil, de droit commercial et de droit international privé » (1904)
- « Le commerce extérieur de l'Égypte » (1907)
- « L'industrie du sucre en Égypte » (1907)
- « La Circulation, le crédit et leurs instruments en Égypte » (1908)
- « La question du coton en Égypte » (1909)
- « La situation économique et financière de l'Égypte : le Soudan égyptien » (1911)
- « Des Conflits de juridiction relatifs aux sociétés en droit égyptien » (1911)
- « Le droit international privé interne » (1912)
- « Nature, objet et portée des règles de droit international privé: leur place dans la législation » (1920)
- « L'immigration italienne dans la région des Alpes françaises » (1922)
- « Le renvoi » (1923)
- « La forme des actes en droit international privé » (1926)
- « Précis de droit rural soviétique » (1927)
- « Les sociétés, les associations et les fondations en droit international privé » (1928)
- « Le régime des antiquités et des fouilles en Égypte » (1928)
- « L'expérience constitutionnelle et parlementaire de l'Égypte » (1929)
- « L'Usucapion et la Prescription extinctive en droit international privé » (1929)
- « Les personnes, les biens, les actes juridiques et les obligations » (1929)
- « L'objet et la méthode du droit international privé » (1929)
- « La Preuve en droit international privé » (1930)
- « Conflits de lois en matière de domicile » (1932)
- « Précis de droit international privé. II : les Personnes. Les Biens. Les Actes juridiques et les Obligations. 2e édition, entièrement refondue et très augmentée » (1933)
- « La notion des droits acquis en droit international privé » (1934)
- « Le Décret-loi du 30 octobre 1935 relatif à la procédure civile et les réformes réalisées en cette matière dans divers pays » (1936)
- « Quand le Front populaire est roi : son œuvre en Espagne » (1936)
- « La place du droit constitutionnel dans la législation anglaise » (1938)
- « La lettre de change et le billet à ordre: Notions générales. Questions non réglées dans la Loi uniforme. Loi uniforme. Conflits de lois » (1938)
- « Les notions fondamentales du droit international privé » (1947)
- « Précis de Droit international privé commercial » (1948)
- « Les systèmes juridiques complexes et les conflits de lois et de juridictions auxquels ils donnent lieu » (1949)
- « La question religieuse en France » (1949)
- « Les lois politiques, fiscales, monétaires en droit international privé: projet de résolutions et rapport définitifs » (1950)
- « Traité de droit comparé, Volume 3 » (1951)
- « La Démocratie occidentale et sa crise actuelle » (1952)
- « La société politique, l'État, les deux démocraties » (1952)
- « Précis de droit international privé: États et rapports de famille .... III » (1952)
- « Le progrès, ses limites, ses conditions » (1953)
- « Changements apportés par les deux grandes guerres aux législations et aux institutions des peuples » (1953)
- « Le monde nouveau: Changements apportés pendant les deux dernières générations à la vie des peuples » (1956)
- « Les personnes, les biens, les actes juridiques et les obligations » (1958)